# Wubi (Ubuntu)
Wubi (Windows-based Ubuntu Installer) war von 2008 bis 2015 ein offizielles, Windows-basiertes freies Installationsprogramm, das die Linux-Distribution Ubuntu und dessen Derivate innerhalb einer Windows-Partition installierte. Mit der Ubuntu-Version 14.04 wurde es eingestellt, da die zunehmend verbreiteten Computer mit UEFI nicht unterstützt werden.
Sowohl die Ubuntu-Veröffentlichungen für die i386- (32-bit x86) als auch die x86-64-Plattform werden von Wubi unterstützt, wobei Letzteres mit Version 8.04 (im April 2008) eingeführt wurde.
Unter anderem wird Wubi auch auf der Website SourceForge.net zum Herunterladen angeboten, wo über 1,3 Millionen Downloads verzeichnet wurden (Stand: Juni 2010).

## Ziel
Das Ziel des Projekts ist es, Windows-Benutzer ohne Linux-Erfahrung Ubuntu ausprobieren zu lassen, ohne Datenverlust durch Formatierung oder Partitionierung zu riskieren.
Allgemein wird diese Methode als ungefährlicher Weg zum Ausprobieren von Ubuntu angesehen und oft Menschen ohne Erfahrung mit Partitionierung als Installationsmethode angeraten. Ubuntu kann mit Wubi über die Softwareverwaltung von Windows installiert und auch wieder entfernt werden.

## Technik
Wubi ist keine eigene Linux-Distribution, sondern ein Installationsprogramm für Ubuntu und seine Derivate. Es installiert das Betriebssystem nicht wie gewöhnlich in eine Partition der Festplatte, sondern in eine einzelne Datei im Windows-Dateisystem (C:\ubuntu\disks\root.disk).
Es ist keine virtuelle Maschine, sondern erstellt eine eigenständige Installation in einem Loop device.
Das in der Datei enthaltene Dateisystem wird von Linux wie eine ganze Festplatte betrachtet.
Wubi erstellt auch eine Auslagerungsdatei im Windows-Dateisystem (C:\ubuntu\disks\swap.disk), als Zusatz zum RAM des Computers. Gestartet wird das System durch einen zusätzlichen Eintrag im Bootlader von Windows. Das System kann nachträglich auf eine Partition oder einen bootfähigen USB-Stick übertragen werden.
Gegenüber einer gewöhnlichen Installation existiert eine Reihe von Beschränkungen, wie etwa das Fehlen eines Ruhezustandes oder mangelnde Kompensation von Hardware-Resets.

## Entwicklung
Die Hauptentwickler sind Agostino Russo, Geza Kovacs, Oliver Mattos und Ecology2007. Die Entwicklung findet hauptsächlich auf Launchpad statt und wird unter Leitung des Lupin-Teams (Lupin ist der loop-Installer, der sich um alle Vorgänge nach einem Neustart kümmert) auf der ursprünglichen Ubuntu-blueprint-Seite und den neuen Projektseiten von Wubi, Lubi, Lupin und LVPM vorangetrieben.

## Geschichte
SuSE bot Mitte der 1990er schon einmal eine sehr ähnliche Boot- und Installationsmethode, die SYSLINUX und loop-gemountete Datenträgerabbilddateien auf FAT-Dateisystemen nutzte. Derzeit existierte auch die ZipSlack-Methode. Während der späten 1990er benutzte BeOS ein ähnliches System, um das System in ein Dateiverzeichnis in Windows zu installieren.
Wubi selbst greift auf andere freie Software zurück, wie den Debian-Installer, Migration-Assistant, Grub4Dos, NTFS-3G, NSIS und Metalink.
Die Idee zu Wubi wurde von Agostino Russo formuliert und war inspiriert von Topologilinux, das eine Installation in einem Loop-Gerät bot, sowie von Instlux, einem einfachen Windows-Frontend. Die Idee war es, beide Konzepte zu verbinden. Später entwickelte Geza Kovacs die Spezifikation weiter und erstellte die ersten Prototypen, um die Tauglichkeit des Konzeptes zu belegen. Oliver Mattos schrieb die ursprüngliche Benutzeroberfläche in NSIS.
Die erste öffentliche Version erschien im April 2007.
Wubi wurde unabhängig von Ubuntu gegründet, somit waren die Versionen 7.04 und 7.10 nicht offiziell. Seit April 2008 wurde der Code in Ubuntu übernommen und seit Ubuntu-Version 8.04 Alpha 5 ist Wubi auch in Ubuntus Live-CD enthalten.
Wubi hat die Erstellung anderer Windows-basierter Linux-Installationsprogramme wie win32-loader inspiriert.
Die Distribution Linux Mint benutzt eine Abspaltung namens Mint4Win. Mubi, eine Version für macOS als Hostsystem, wird bisher noch nicht offiziell von Ubuntu angenommen.

## Ähnliche Programme
- Lubi ist ein verwandtes Projekt, welches anstatt Windows Linux als Wirtssystem benutzt.[1]
- Cooperative Linux lässt Linux innerhalb von Windows laufen und wird von Topologilinux (Slackware-basiert) und andLinux benutzt.
- mint4win, ein ähnliches Programm, um Linux Mint zu installieren.
- Instlux, enthalten in openSUSE ab Version 10.3.[16]
- win32-loader benutzt eine ähnliche chain-booting Technik, um Debian ohne CD zu installieren.
- UNetbootin benutzt einen ähnlichen Ansatz, um eine normale Linux-Installation ohne eine CD einzuleiten (oder ein Live-System auf USB-Wechselmedium zu erstellen).
- Xandros Presto ist eine kommerzielle „instant-on“-Linux-Distribution, die sich wie Wubi innerhalb von Windows installiert.